# Inventar der neueren Schweizer Architektur

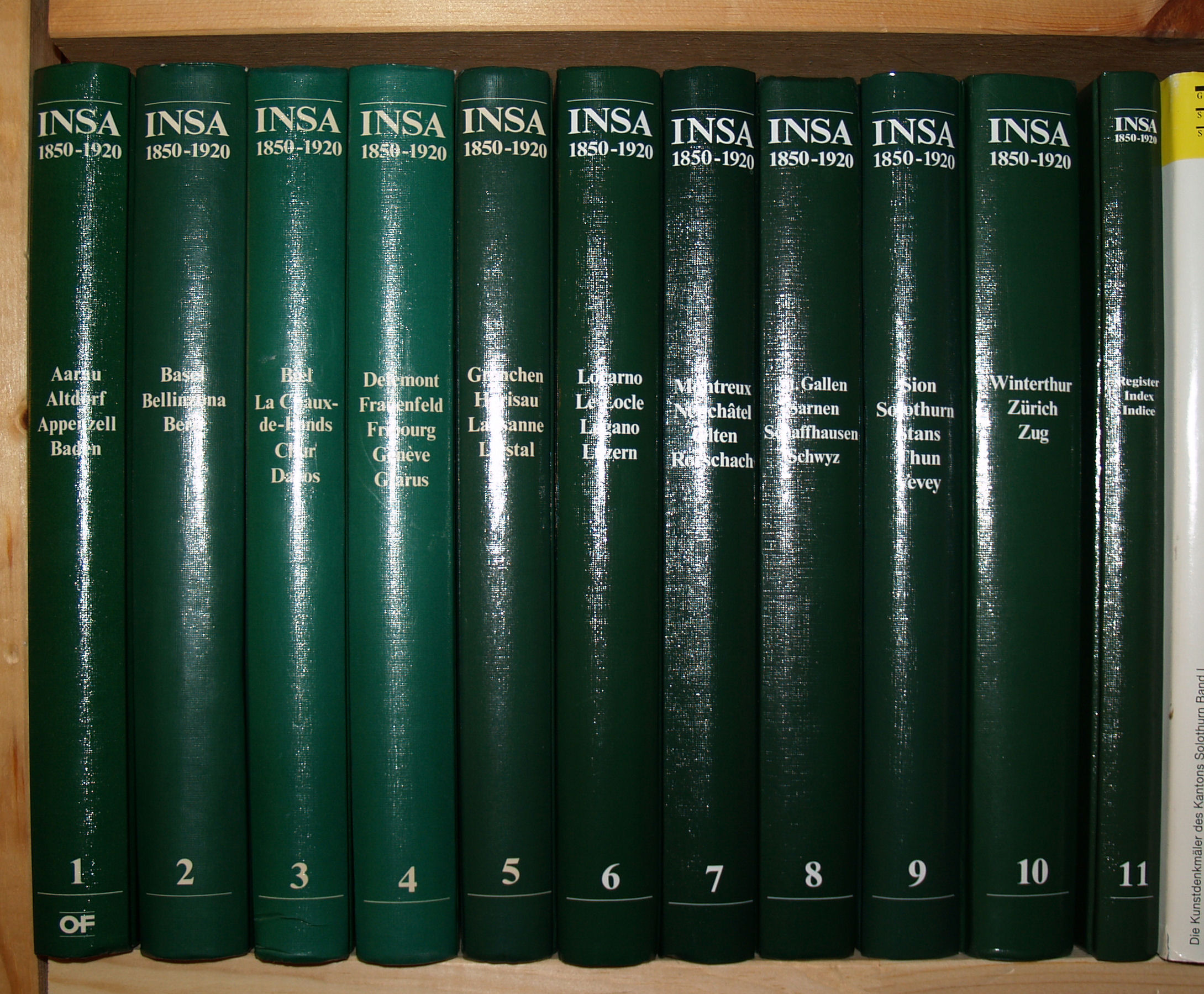
Die Buchrücken der vollständigen Buchreihe

Das INSA Inventar der neueren Schweizer Architektur 1850–1920 (frz. Inventaire Suisse d’Architecture, ital. Inventario Svizzero di Architettura), meist INSA abgekürzt, ist eine Sachbuchreihe in elf Bänden, herausgegeben von der Gesellschaft für Schweizerische Kunstgeschichte (GSK); die Städtebände erschienen zwischen 1982 und 2003, das Personenregister folgte 2004.
Es umfasst die geschichtliche und vor allem die bauliche Entwicklung von 40 Schweizer Städten zwischen 1850 und 1920. Aufnahme ins INSA haben die 26 Kantonshauptorte gefunden, dazu kommen Städte mit über 10'000 Einwohnern um 1920 sowie Baden, Davos, Grenchen und Locarno.
Die einheitlich aufgebauten Städteartikel sind jeweils in der Amtssprache der beschriebenen Stadt gehalten.

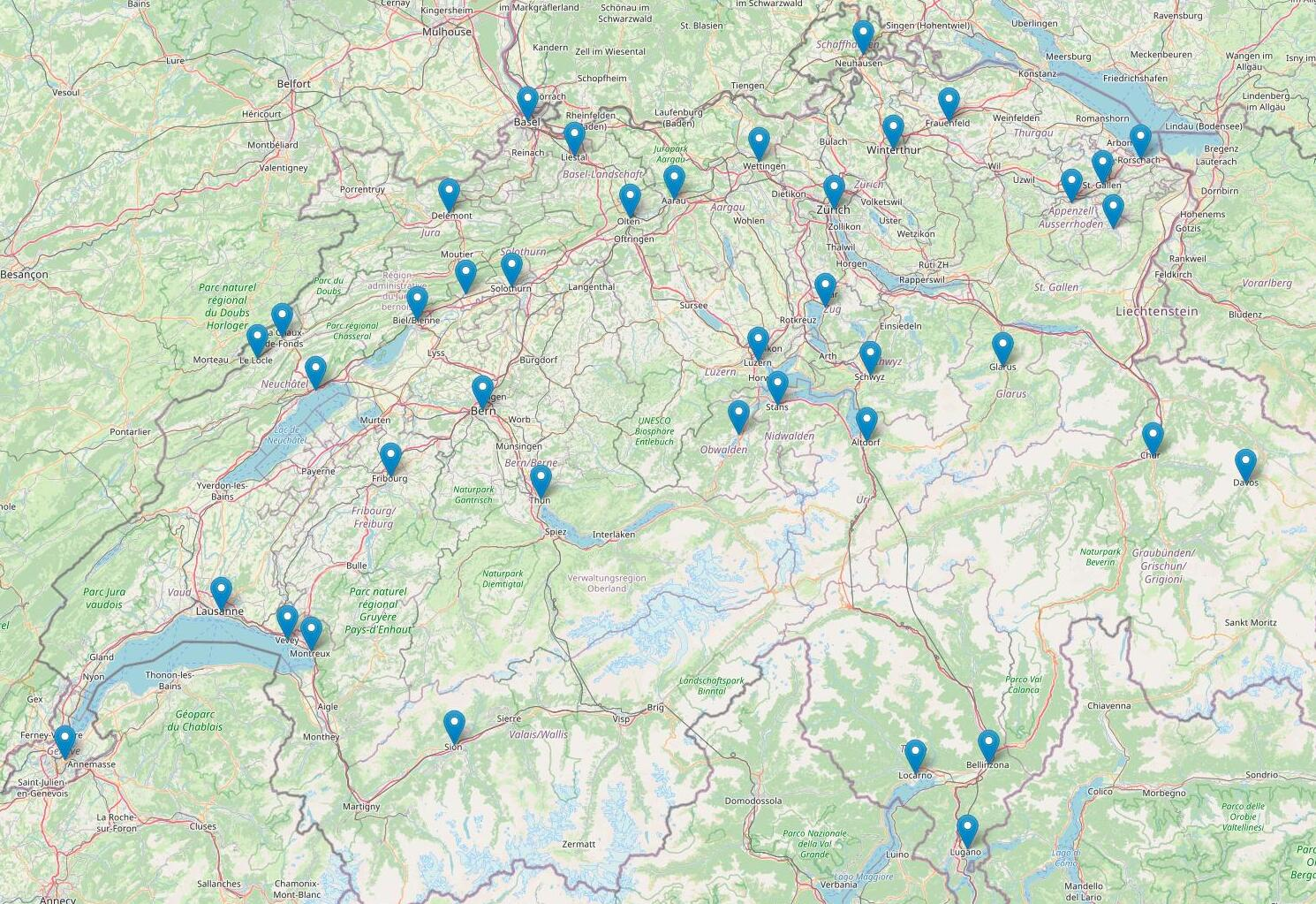
Karte der Städte im INSA: Neben den Kantonshauptorten die Städte Biel, La Chaux-de-Fonds, Le Locle, Lugano, Montreux, Olten, Rorschach, Thun, Vevey und Winterthur mit über 10'000 Einwohnern um 1920 sowie Baden, Davos, Grenchen und Locarno.

Die Erstellung des Mammutwerks dauerte gut 30 Jahre. Es umfasst insgesamt ca. 5000 Seiten und 9500 Abbildungen. Band 1 enthält einen einführenden Artikel zum Städtebau in der Schweiz und eine Einleitung zur Methode des Inventars. Band 11 ist das Personenregister mit rund 30'000 Personen (inkl. mehr als 3500 Architekten) und verweist auf die einzelnen Gebäude oder die Listen der Persönlichkeiten der einzelnen Städte. Ein Ortsregister besteht nicht, da das Inventar nach Stadt/Strasse/Hausnummer gegliedert ist.
Detailgrad der Inventarisierung und Bebilderung variieren von einer Stadt zur anderen und auch innerhalb derselben Stadt, z. B. bietet der Artikel zu Winterthur nur ein Kurzinventar zu später eingemeindeten Teilen.
Die Bände über je 3 bis 5 Städte wurden in folgender Reihenfolge veröffentlicht: 3/4, 1/2 in den 1980er Jahren; 5, 6, 10, 8 in den 1990ern; dann 7, 9 und 11.
Die Finanzierung erfolgte hauptsächlich durch den Schweizerischen Nationalfonds über mehrjährige Forschungsbeiträge, aber auch durch Städte, Kantone und Private. Die Buchreihe ist abgeschlossen und wird nicht mehr in Buchform nachgedruckt.
Einzelne Städte und Kantone finanzierten Separatdrucke. Nach 2000 erschienen Ausgaben zu einzelnen Städten als Reihe «Architektur und Städtebau 1850–1920».
2004 fand ein Kolloquium zum INSA statt. Die dort präsentierten Beiträge von Autoren und Dritten wurden 2005 publiziert.
2008 wurden die Bände zu den drei Berner Städten digitalisiert und dann auf DigiBern publiziert. 2010 wurde das gesamte INSA im Internet frei zugänglich gemacht, ab 2016 auf der Plattform E-Periodica.
Ab 2020 wurde die digitale Version auf E-Periodica durch sogenannte Named-entity recognition teilweise erschlossen. Ähnlich dem Registerband wird das Inventar mit Namen der Gemeinsamen Normdatei verlinkt.

## Aufbau der Städteartikel
Der einheitliche Aufbau der Städteartikel wird Anfang Band 1 beschrieben und spiegelt sich im jeweiligen Inhaltsverzeichnis der Artikel.
Das eigentliche Inventar der Bauten ist nach Strassen und Hausnummern gegliedert (jeweiliger Abschnitt «3.3. Inventar»). Im Verzeichnis mit Strassen finden sich auch Plätze, Gebiete wie «Bahnareal» und Brücken. Die Hausnummern sind nicht immer aufsteigend geordnet.
Ein thematischer Index («3.2. Standortverzeichnis») besteht für öffentliche Bauten, Gewerbe- und Industrieanlagen, aber ohne Wohnbauten (z. B. Aussichtspunkte, Bäder, Banken, Brunnen, Brücken, Casinos, Denkmäler, Elektrizitätswerke, Freimaurerlogen, Gasfabriken, Grünanlagen, Kinos, Reservoirs, Saalbauten, Schlachthäuser, Schulbauten, Tore, Zollhäuser). Eine Erschliessung nach Architekten und Bauherren erfolgte durch den Registerband (Band 11).
Ein Abschnitt «2. Siedlungsentwicklung» beschreibt thematisch oder chronologisch die Etappen der Entwicklung der Stadt.
Die Artikel werden durch zahlreiche Schwarz-Weiss-Abbildungen illustriert.
Dies wird ergänzt durch:
- eine Zeittafel (1.1.)
- Statistiken zur Gebiet- und Bevölkerungsentwicklung (1.2.)
- Listen von Persönlichkeiten der Stadt (1.3.): Stadtpräsidenten (1.3.1), Bauvorsteher, Architekten, Baumeister, Bauherren, Ingenieure, Unternehmer; ebenso Historiker, Vedutenzeichner, Personen von Industrie und Gewerbe. Die Listen der Amtsinhaber sind chronologisch geordnet, die anderen meist nach Geburtsjahr
- Schulen (1.4.)
- Verzeichnis von Archiven und Museen (Anhang 4.3.)
- Literaturübersicht (Anhang 4.4.)
- Liste von Ortsansichten und Modell (Anhang 4.5.)
- Verzeichnis der Ortspläne (Anhang 4.6.)
- Erläuterung der Inventarisierungsarbeit und Beteiligte (Anhang 4.7.)

## Städte
| Stadt             | Kt. | Kantonshauptort | Autoren | Publikation | Inventur vor Ort                                         | Seiten  | Abb.      | Bd. | S.  | Sprache | Bevölkerung 1920 |
| ----------------- | --- | --------------- | --- | ----------- | -------------------------------------------------------- | ------- | --------- | --- | --- | ------- | ---------------- |
| Aarau             | AG  | x               | Othmar Birkner                                                                                             | 1984        | 1975, 1983                                               | 91 S.   | 299 Abb.  | 1   | 79  | de      | 11'000           |
| Altdorf           | UR  | x               | Hanspeter Rebsamen, Werner Stutz                                                                           | 1984        | Sommer 1978                                              | 87 S.   | 176 Abb.  | 1   | 171 | de      | 4'000            |
| Appenzell         | AI  | x               | Hanspeter Rebsamen                                                                                         | 1984        | August–Dezember 1977                                     | 129 S.  | 412 Abb.  | 1   | 259 | de      | 5'000            |
| Baden             | AG  |                 | Hanspeter Rebsamen, Peter Röllin, Werner Stutz                                                             | 1984        | Frühsommer 1978                                          | 124 S.  | 411 Abb.  | 1   | 389 | de      | 9'000            |
| Basel             | BS  | x               | Othmar Birkner, Hanspeter Rebsamen                                                                         | 1984        | 1976–1978, 1981–1982                                     | 217 S.  | 327 Abb.  | 2   | 25  | de      | 136'000          |
| Bellinzona        | TI  | x               | Andreas Hauser                                                                                             | 1984        | April–Juni 1974, 1981, 1983–1984                         | 103 S.  | 132 Abb.  | 2   | 243 | it      | 10'000           |
| Bern              | BE  | x               | Andreas Hauser, Peter Röllin, Berchtold Weber, Othmar Birkner, Werner Stutz                                | 1984        | 1978                                                     | 198 S.  | 358 Abb.  | 2   | 347 | de      | 105'000          |
| Biel              | BE  |                 | Georg Germann, Werner Stutz                                                                                | 1982        | Sommer 1977, Herbst 1978                                 | 99 S.   | 482 Abb.  | 3   | 27  | de      | 35'000           |
| Chur              | GR  | x               | Hanspeter Rebsamen                                                                                         | 1982        | Mai–August 1975                                          | 97 S.   | 395 Abb.  | 3   | 219 | de      | 16'000           |
| Davos             | GR  |                 | Hanspeter Rebsamen, Werner Stutz                                                                           | 1982        | Oktober 1977–Juli 1978                                   | 148 S.  | 571 Abb.  | 3   | 317 | de      | 10'000           |
| Delémont          | JU  | x               | Gilles Barbey                                                                                              | 1982        | November 1978–Februar 1979                               | 43 S.   | 129 Abb.  | 4   | 27  | fr      | 7'000            |
| Frauenfeld        | TG  | x               | Hanspeter Rebsamen                                                                                         | 1982        | September 1975–Mai 1976                                  | 92 S.   | 447 Abb.  | 4   | 71  | de      | 9'000            |
| Fribourg          | FR  | x               | Gilles Barbey, Jacques Gubler                                                                              | 1982        | August/September 1977                                    | 83 S.   | 266 Abb.  | 4   | 165 | fr      | 21'000           |
| Genève            | GE  | x               | Gilles Barbey, Armand Brulhart, Georg Germann, Jacques Gubler                                              | 1982        | 1975–1976                                                | 155 S.  | 539 Abb.  | 4   | 249 | fr      | 127'000          |
| Glarus            | GL  | x               | Hanspeter Rebsamen, Werner Stutz                                                                           | 1982        | Sommer 1977                                              | 87 S.   | 244 Abb.  | 4   | 405 | de      | 5'000            |
| Grenchen          | SO  |                 | Hanspeter Rebsamen, Othmar Birkner, Attilio D’Andrea, Annegret Diethelm                                    | 1990        | August–Oktober 1980                                      | 99 S.   | 178 Abb.  | 5   | 23  | de      | 9'000            |
| Herisau           | AR  | x               | Hanspeter Rebsamen, Heinrich Oberli, Werner Stutz                                                          | 1990        | Januar–Mai 1979                                          | 101 S.  | 128 Abb.  | 5   | 123 | de      | 15'000           |
| La Chaux-de-Fonds | NE  |                 | Jacques Gubler                                                                                             | 1982        | 1978–1979                                                | 91 S.   | 305 Abb.  | 3   | 127 | fr      | 38'000           |
| Lausanne          | VD  | x               | Joëlle Neuenschwander Feihl, Gilles Barbey, Georg Germann, Jacques Gubler                                  | 1990        | Sommer 1974, 1980–1984                                   | 159 S.  | 284 Abb.  | 5   | 225 | fr      | 69'000           |
| Le Locle          | NE  |                 | Andreas Hauser, Gilles Barbey                                                                              | 1991        | 1978, 1983, 1987–1989                                    | 83 S.   | 102 Abb.  | 6   | 121 | fr      | 12'000           |
| Liestal           | BL  | x               | Hanspeter Rebsamen, Othmar Birkner, Jörg Mosimann                                                          | 1990        | 1987–1988; frühere Version 1978–1979                     | 96 S.   | 138 Abb.  | 5   | 385 | de      | 6'000            |
| Locarno           | TI  |                 | Fabio Giacomazzi, Hanspeter Rebsamen, Daniel Ganahl                                                        | 1991        | ab Juli 1986; frühere Version Dezember 1974–Februar 1975 | 97 S.   | 118 Abb.  | 6   | 23  | it      | 7'000            |
| Lugano            | TI  |                 | Andreas Hauser                                                                                             | 1991        | 1974, 1976, 1982–1983, 1986–1987                         | 151 S.  | 171 Abb.  | 6   | 205 | it      | 13'000           |
| Luzern            | LU  | x               | Beat Wyss, Edgar Rüesch                                                                                    | 1991        | 1979–1980, 1987–1988                                     | 156 S.  | 195 Abb.  | 6   | 357 | de      | 44'000           |
| Montreux          | VD  |                 | Joëlle Neuenschwander Feihl, Gilles Barbey                                                                 | 2000        | 1996–1997; frühere Version 1976                          | 127 S.  | 166 Abb.  | 7   | 11  | fr      | 16'000           |
| Neuchâtel         | NE  | x               | Claire Piguet, Gilles Barbey                                                                               | 2000        | ab 1996; frühere Version 1978, 1981, 1982                | 138 S.  | 243 Abb.  | 7   | 138 | fr      | 24'000           |
| Olten             | SO  |                 | Andreas Hauser, Othmar Birkner                                                                             | 2000        | 1981, Juli 1996–März 1997                                | 113 S.  | 109 Abb.  | 7   | 277 | de      | 12'000           |
| Rorschach         | SG  |                 | Daniel Studer                                                                                              | 2000        | 1996–1998                                                | 94 S.   | 114 Abb.  | 7   | 391 | de      | 12'000           |
| Sarnen            | OW  | x               | Thomas Müller                                                                                              | 1996        | 1979, 1988                                               | 79 S.   | 80 Abb.   | 8   | 185 | de      | 5'000            |
| Schaffhausen      | SH  | x               | Andreas Hauser, Hans Ulrich Wipf, Hans-Peter Bärtschi, Hans Bölsterli, Karl Schmuki                        | 1996        | 1976, Dezember 1992–Januar 1995                          | 159 S.  | 191 Abb.  | 8   | 265 | de      | 21'000           |
| Schwyz            | SZ  | x               | Christof Kübler                                                                                            | 1996        | Herbst 1992, Herbst 1994–1995                            | 80 S.   | 63 Abb.   | 8   | 425 | de      | 8'000            |
| Sion              | VS  | x               | Catherine Raemy-Berthod                                                                                    | 2003        | vor 2003; frühere Version 1970                           | 91 S.   | 123 Abb.  | 9   | 13  | fr      | 7'000            |
| Solothurn         | SO  | x               | Claudio Affolter, Markus Hochstrasser                                                                      | 2003        | Januar 1999–Dezember 2000; frühere Version 1978          | 111 S.  | 161 Abb.  | 9   | 105 | de      | 13'000           |
| St. Gallen        | SG  | x               | Peter Röllin, Daniel Studer                                                                                | 1996        | 1993/1994; frühere Version 1974                          | 171 S.  | 185 Abb.  | 8   | 13  | de      | 70'000           |
| Stans             | NW  | x               | Reto Nussbaumer                                                                                            | 2003        | ab Mitte 1999; frühere Version 1979                      | 78 S.   | 102 Abb.  | 9   | 216 | de      | 3'000            |
| Thun              | BE  |                 | Ursula Maurer, Daniel Wolf                                                                                 | 2003        | April 1999–Juni 2000                                     | 127 S.  | 188 Abb.  | 9   | 295 | de      | 12'000           |
| Vevey             | VD  |                 | Joëlle Neuenschwander Feihl                                                                                | 2003        | 1999–2000; frühere Version 1976–1977                     | 98 S.   | 146 Abb.  | 9   | 423 | fr      | 13'000           |
| Winterthur        | ZH  |                 | Andreas Hauser, Alfred Bütikofer                                                                           | 1992        | Juni 1989–März 1992                                      | 177 S.  | 202 Abb.  | 10  | 19  | de      | 50'000           |
| Zug               | ZG  | x               | Christine Kamm-Kyburz, Christian Raschle                                                                   | 1992        | 1989–1990; frühere Version 1977                          | 88 S.   | 108 Abb.  | 10  | 457 | de      | 9'000            |
| Zürich            | ZH  | x               | Hanspeter Rebsamen, Cornelia Bauer, Jan Capol, Simona Martinoli, Giovanni Francesco Menghini, Werner Stutz | 1992        | ab 1977                                                  | 259 S.  | 351 Abb.  | 10  | 197 | de      | 235'000          |
|                   |     |                 | |             |                                                          | 4776 S. | 9339 Abb. |     |     |         |                  |

## Einzelbände
- Band 1: Aarau, Altdorf, Appenzell, Baden. Mit einer Einführung «Stadt und Städtebau in der Schweiz 1850–1920». Orell Füssli, Zürich 1984, ISBN 3-280-01509-X (512 S., mit Artikel zu Ziel und Methode; deutsch, französisch, italienisch)
- Band 2: Basel, Bellinzona, Bern. 1986, ISBN 3-280-01716-5 (544 S.)
- Band 3: Biel, Chur, La Chaux-de-Fonds, Davos. Bern 1982, ISBN 3-280-01397-6 (464 S., 1753 Abb.)
- Band 4: Delémont, Frauenfeld, Fribourg, Genève, Glarus. Bern 1982, ISBN 3-280-01398-4 (491 S., 1625 Abb.)
- Band 5: Grenchen, Herisau, Lausanne, Liestal. Orell Füssli, Zürich 1990, ISBN 3-280-01982-6 (480 S.)
- Band 6: Locarno, Le Locle, Lugano, Luzern. 1991, ISBN 3-280-02058-1 (512 S.)
- Band 7: Montreux, Neuchâtel, Olten, Rorschach. 2000, ISBN 3-280-02320-3 (484 S.)
- Band 8: St. Gallen, Sarnen, Schwyz, Schaffhausen. 1996, ISBN 3-280-02410-2 (504 S.)
- Band 9: Sion, Solothurn, Stans, Thun, Vevey. Mai 2003, ISBN 3-280-05069-3 (520 S.)
- Band 10: Winterthur, Zürich, Zug. 1992, ISBN 3-280-02180-4 (544 S.)
- Band 11: Register. 2004, ISBN 3-280-05094-4 (319 S., Personenregister)

## Separatdrucke
Separatdrucke zu einzelnen Städte sind teilweise ergänzt durch ein Personenregister:
- Altdorf, 1984
- Basel, 1986
- Bern, 2003, ISBN 3-280-05036-7
- Chur, 1985
- Davos, 1983
- Frauenfeld, 1984
- Fribourg, 1984
- Lausanne
- Le Locle, 1991
- Luzern, 2003, ISBN 3-280-05070-7
- Olten, 2000, ISBN 3-85962-122-X
- Schaffhausen, 1996
- Solothurn, 2003, ISBN 3-905470-18-7
- St. Gallen, 2003, ISBN 3-9520597-2-2
- Winterthur, 1992
- Winterthur, 2001, ISBN 3-280-02818-3
- Zug, 2004, ISBN 3-280-05095-2
- Zürich, 2001, ISBN 3-280-02817-5